# Ghanima Atreides
Ghanima Atreides es un personaje del libro Hijos de Dune escrito por Frank Herbert. Este es el tercer libro de los seis que escribió el autor original de la serie.
Ghanima es la hija de Paul Atreides, llamado Muad`Dib y por ende hermana de Leto II que llegaría a ser conocido como el Dios Emperador de Dune. 
La palabra "Ghanima" significa en la jerga fremen "botin de guerra", que es como molestaba Alia a Harah (la viuda de Jamis) de pequeña por haber sido propiedad de Paul en su juventud. 
En el libro "Hijos de Dune", Ghanima tiene 9 años de edad y es descrita por Herbert como una niña pelirroja de modos muy similares a Chani, pero de rasgos Atreides (ojos separados y boca ancha).
Al igual que su hermano, Ghanima posee el don de la presciencia, y posee dentro de sí todas las memorias (femeninas y masculinas) de su linaje familiar. Inclusive en alguna ocasión, su madre intentó sin éxito apoderarse de su cuerpo, para luego transformarse en su guardiana interior, impidiendo que el resto de las memorias tratara de ocupar el cuerpo de Ghanima.
A los 9 años de edad sufre junto a su hermano un fallido atentado contra su vida. Éste no sería más que un detonador de la fulminante rebelión de Leto contra el reginato de su tía Alia. Ghani (quien resultase herida), debía convencer a la Decidora de la verdad de la muerte de Leto, y para ello recurrió a una técnica ancestral dentro de sus memorias para auto-hipnotizarse y borrar el recuerdo de su escape. Esto, además de borrar el recuerdo, permitió a Ghanima resolver el problema de la Abominación, dado que sus memorias fueron recluidas por este mismo trance hipnótico, permitiéndole, durante un tiempo, poder desarrollar su propia personalidad, con su propia madre montando guardia dentro de su mente.
Una vez en la corte, Alia concertó su matrimonio con Farad`n Corrino (a quien se le adjudicó el atentado), esperando que Ghani (convencida de la muerte de su hermano) lo asesinara, dejándole libre el camino al poder. Sin embargo, este plan falló al aparecer Leto el día de la boda, donde asumió el poder del imperio, liberando a Ghanima del trance al pronunciar las palabras "Secher Nbiw", que significan "Senda de Oro" en el antiguo idioma que sólo los gemelos conocían, pues era muy antiguo, y que usaban para comunicarse secretamente.
Después de eso, se sabe que Ghanima contrajo matrimonio con Leto, como una estrategia política para acentuar el poder de su hermano. Irónicamente, Farad`n Corrino fue su consorte y progenitor de las futuras generaciones Atreides.
No se tienen grandes datos de su muerte, salvo que murió al inicio de la metamorfosis de su hermano. De los diarios robados por Siona Atreides, se extrajo un poema escrito por Leto titulado "Palabras que escribí al saber de la muerte de Ghanima".
"La Arena de la playa es gris como mejilla muerta,
Una marea verde refleja rizos en las nubes,
Estoy de pie en el oscuro borde húmedo,
La espuma fría limpia mis pies,
Huelo a humo de troncos a la deriva"
Gracias a ellos, Siona descubriría la debilidad del tirano.
- Datos: Q613370